# Pierre Derocque
Pierre Derocque (20 février 1872 à Rouen - 7 janvier 1934 à Saint-Martin-de-Boscherville) est un chirurgien français.

## Sa famille
Les Derocque sont une vieille famille normande où la carrière médicale est traditionnelle. Son fils André Derocque sera également chirurgien et militaire français qui a participé aux deux guerres mondiales..

## Biographie
Pierre Derocque naît le 20 février 1872, au no 27 rue Saint-Patrice à Rouen, d'Émile Adolphe Derocque, docteur en médecine et de Marie Alexandrine Billard.
Derocque est élève au lycée Corneille de Rouen. Il commence à étudier la médecine à Rouen en 1899. Il devient en janvier 1892 externe des Hôpitaux de Paris. Interne de 1893 à 1897, il présente sa thèse de doctorat sur l'entérectomie en 1897 puis rentre à Rouen.
Il se marie le 16 octobre 1898 à Rouen avec Caroline Berthe Herminie Gilles dit Cardin.
Il fonde une maison de santé au no 28 rue Herbière en 1899. Il devient médecin des hôpitaux de Rouen en 1900 avant d'être nommé chirurgien en 1901. En 1919, il est chirurgien chef de service à l'Hôtel-Dieu. La maison de santé qu'il avait créée est transférée en 1927 au no 1 rue du Docteur-Louis-Dumesnil. Il la quitte en 1930 pour rejoindre la clinique Saint-Hilaire.
Il est un ami inconditionnel de Charles Nicolle.
Il co-fonde la Revue médicale de Normandie dont il est le secrétaire (1900-1907) et préside la Société de médecine. Membre des Amis des Monuments Rouennais, il en devient le président en 1910.
Médecin chef d'ambulance de front pendant la Première Guerre mondiale, il est décoré de la Légion d'honneur et de la croix de guerre.
Il se marie une seconde fois le 7 mars 1925 à Paris avec Joséphine Haudebout.
Il vit au no 17 quai du Havre (1898), au no 3 place de la Pucelle (1911-1932), puis au no 26 rue de Crosne.
Il meurt en 1934 dans un accident automobile dans la forêt de Roumare. Après sa mort, sa bibliothèque notamment de livres anciens sur la médecine est vendue aux enchères à l'hôtel des ventes de Rouen le 14 juin 1934.

## Distinctions
- Chevalier de la Légion d'honneur (29 décembre 1916)[3].
- Croix de guerre 1914-1918.